# 창두 방다 공항
창두 방다 공항(중국어: 昌都邦達機場, 티베트어: ཆབ་མདོ་སྤང་མདའ་གནམ་གྲུ་ཐང་, 영어: Qamdo Bamda Airport)은 중화인민공화국 티베트 자치구 창두시에 위치한 공항이다. 다오청 야딩 공항에 이어 세계에서 2번째로 높은 곳에 위치한 공항이기도 하다.

## 개요
해발 4,334m (14,219ft)의 높이에서, 창두 방다 공항은 이전에 세계에서 가장 높은 공항이었다. 하지만 2013년 9월 16일, 해발 4,411m(14,472ft)에 위치한 다오청 야딩 공항이 세워지면서 2위로 밀렸다. 4.5km의 긴 활주로를 가지고 있으며, 항공기가 고도에서 받는 성능 저하로 인해 정상 이륙 속도보다 더 높은 속도를 요구하며, 따라서 긴 이/착륙 활주로를 필요로 한다.
2007년과 2013년 날씨로 인해 붕괴 이후 활주로가 만들어졌다. 길이 4,500m의 새로운 활주로 공사가 완료되어 기존에 있던 5,500m의 활주로가 폐쇄됐다.

## 운항 노선
| 항공사                 | 목적지                             |
| ---------------------- | ---------------------------------- |
| 티베트 항공            | 라싸, 시안, 톈진, 충칭, 선전, 청두 |
| 중국국제항공           | 청두                               |
| 차이나 익스프레스 항공 | 충칭, 화이안                       |
| 서부항공               | 충칭                               |

## 같이 보기
- 다오청 야딩 공항
- 세계에서 가장 높은 공항 목록